# 尤拉赫薩利亞山
13°43′20″S 70°41′13″W / 13.72222°S 70.68694°W
尤拉赫薩利亞山（Yurac Salla），是秘魯的山峰，位於該國東南部普諾大區的卡拉瓦亞省，處於霍里平泰山、塔魯卡薩亞納山和克略薩利亞約克山東北面，屬於安第斯山脈的一部分，海拔高度5,000米。